# کلارا مارکستدت
کلارا مارکستدت (انگلیسی: Clara Markstedt؛ زادهٔ ۲۰ اوت ۱۹۸۹) بازیکن فوتبال اهل سوئد است.
از باشگاه‌هایی که در آن بازی کرده‌است می‌توان به باشگاه فوتبال آی‌ای‌کی اشاره کرد.